# Севернобългарски коридел
Севернобългарски коридел е българска порода овце с предназначение добив на вълна и месо.

## Разпространение
Породата е разпространена в стопанства в селища, намиращи се в Област Габрово. Създадена е чрез сложно възпроизводително кръстосване на местни ниско продуктивни и грубовълнести овце с кочове от тънкорунни породи. Първоначално овцете са кръстосвани с кочове от породата Меринофлайш, след това са използвани полутънкорунни, Вюртенбергски и кочове от породите Линкълн и Ромни-марш. В последния етап на породообразуването женските кръстоски са заплождани с кочове от породите Севернокавказка мериносова овца и Новозеландски коридел. Призната е за порода през 1992 г.
Към 2008 г. броят на представителите на породата е бил 648 индивида.
Рисков статус – застрашена от изчезване.

## Описание
Главата е бяла, средно голяма с права профилна линия и кичур вълна над челото. Тялото и коремът са добре зарунени. Опашката е дълга, тънка и достига под скакателната става. По краката имат кафяви или черни петна.
Вълната е бяла с копринен блясък и добре изразена къдравост. Имат бял или светлокремав серей.
Овцете са с тегло 50 – 55 kg, а кочовете 80 – 90 kg. Средният настриг на вълна е 4 – 5 kg при овцете и 9 – 10 kg при кочовете. Плодовитостта е в рамките на 120 – 130%. Средната млечност за лактационен период е 100 – 110 l.